# Фердинанд Козовски
Фердинанд Тодоров Козовски е български комунист, политически и военен деец, офицер, генерал-лейтенант. Председател на Народното събрание (1950 – 1965).

## Биография
Фердинад Козовски е роден на 27 януари 1892 година в гр. Кнежа. Завършва Школа за запасни офицери.
Член на БРСДП (т.с.) (1911). Участва в Балканската война и Първата световна война като офицер в Българската войска – подпоручик от 1911 и поручик от 1915 г.
Участва и е един от ръководителите на Септемврийското въстание (1923) във Врачанско. След поражението емигрира в СССР. Завършва Военната академия „Михаил Фрунзе“. Преподавател в Университета за националните малцинства. Участва в Гражданската война в Испания (1936 – 1939).
На 7 ноември 1938 година, по време на Голямата чистка, Козовски е арестуван от съветската политическа полиция с обвинения в шпионаж. Освободен е година по-късно след личното застъпничество на генералния секретар на Коминтерна Георги Димитров пред съветския вътрешен министър Лаврентий Берия.
По времето на Втората световна война е ръководител на съветската пропагандна радиостанция „Христо Ботев“, която излъчва за комунистическото движение в България.
На 22 септември 1944 г. Фердинанд Козовски е повишен в звание генерал-майор и е назначен за помощник главнокомандващ Българската армия – Върховен командир на помощник командирите в армията (политическите офицери). В началото на декември 1944 година, след неуспешния опит на военния министър Дамян Велчев да защити някои военни попаднали под наказанията от Наредбата-закон за Народния съд, комунистите установяват контрол над ключови постове в армията и Козовски е назначен и за началник на Главно политическо управление на Българската армия с ранг на заместник-министър на войната.
Бил е един от екзекуторите изпълнили смъртните присъди, издадени от така наречения „Народен съд“. Вечерта на 1 срещу 2 февруари 1945 били изпълнени смъртните присъди на български интелектуалци, политици, обществени дейци в това число и тримата регенти на царя. Екзекуциите били изпълнени в Орландовци, близо до гробищата. Труповете на 150 екзекутирани общественици били ограбени, а после зарити със сгурия в няколко трапа, издълбани от падналите бомби. На 2 февруари 1945, денят след изпълнението на екзекуциите на регентите и министрите, Фердинанд Тодоров Козовски е забелязан от мнозина софиянци да се разхожда по централните улици на София с ботушите на княз Кирил Преславски, брат на Цар Борис III, екзекутиран предишния ден. В годините на комунизма е бил заместник-министър на Народната отбрана, посланик в Унгария (1948 – 1949), Китай (1949 – 1950). Председател на Народното събрание от 17 февруари 1950 до 12 септември 1965 г.

## Награди
- Военен орден За храбростI ст. (1945)
- Орден Георги Димитров (1959)
- Орден Георги Димитров (1962)
- Орден „Държавно знаме“ (КНДР)